# Cronache del dopobomba
Cronache del dopobomba (Dr. Bloodmoney, or How We Got Along After the Bomb) è un romanzo di fantascienza di Philip K. Dick. Fu terminato verso la fine del 1963, ma fu pubblicato solo due anni più tardi con un titolo che riprendeva chiaramente il capolavoro kubrickiano Dr. Strangelove or: How I Learned to Stop Worrying and Love the Bomb (Il dottor Stranamore - Ovvero: come ho imparato a non preoccuparmi e ad amare la bomba) del 1964.
Nel 1966 fu candidato al Premio Nebula per il miglior romanzo.

## Trama
Il romanzo inizia in quello che per Dick era un mondo futuro (la data è 1981), ma non molto diverso dal 1964 in cui il romanzo fu pubblicato; la principale differenza è un esperimento nucleare fallito, progettato dal fisico Bruno Bluthgeld, che ha causato la nascita di numerosi bambini deformi. Inoltre, una missione spaziale americana è in procinto di partire per Marte, dove l'astronauta Walt Dangerfield (un curioso personaggio a metà tra l'uomo di spettacolo e l'intellettuale blasé) e la sua famiglia insedieranno una base permanente.

Per il resto i primi tre capitoli descrivono la vita quotidiana, piuttosto simile a quella degli anni '60 statunitensi, di un gruppo di persone qualsiasi nelle vie di Berkeley: tra essi spicca Hoppy Harrington, un focomelico privo di braccia e gambe che si sposta su un piccolo veicolo appositamente progettato, ha eccezionali doti di riparatore radio e TV, e sostiene di poter vedere nell'aldilà (mentre poi si scoprirà che invece vede nel futuro).

Ma tutto cambia bruscamente all'inizio del quarto capitolo. Di colpo siamo portati, non senza un certo disorientamento, sette anni nel futuro, e ritroviamo i personaggi dei tre capitoli iniziali intenti a sopravvivere dopo l'apocalisse nucleare che ha devastato l'America. Alcuni di loro hanno trovato rifugio a Marin County, zona rurale dove si è costituita una sorta di comunità utopica che ha molto della comune controculturale. Nonostante la frammentazione, le piccole comunità superstiti non sono isolate, perché a tenerle in contatto provvede Walt Dangerfield, che orbita con la sua astronave attorno alla Terra, e funge da DJ spaziale.
Nel quinto e sesto capitolo un flashback riporta i lettori ai giorni della guerra atomica, facendo vedere cosa era successo ai diversi personaggi (Bonny Keller, Stuart McConchie, il dottor Stockstill, Hoppy Harrington, Bruno Bluthgeld) mentre cadevano le bombe all'idrogeno.
Il resto del romanzo racconta come Hoppy Harrington, che nella comunità di Marin County gode di grande prestigio per le sue doti di riparatore, e per aver ucciso Bluthgeld (che aveva dichiarato di poter scatenare di nuovo la guerra atomica), tenti di eliminare Dangerfield e sostituirlo, contando in parte sui propri poteri paranormali, in parte sui dispositivi che ha costruito, in parte sulla sua abilità di imitatore. Il suo scopo è di usare le trasmissioni radio di Dangerfield come strumento di propaganda per legittimare il potere che sta acquistando poco a poco nella piccola comunità di Marin County. Contro di lui interviene però alla fine Bill Keller, il gemello della bambina Edie che vive incistato nella sorellina, anch'egli provvisto di poteri psi.

## Personaggi
Jim FergessonÈ il proprietario di un negozio dove si riparano elettrodomestici, soprattutto radio; il personaggio appare anche nel romanzo Voci dalla strada (Voices from the Street) e assoluto protagonista de Lo stravagante mondo di Mr. Fergesson (Humpty Dumpty in Oakland).

## Tematiche e contesto storico
L'intreccio di questo romanzo è costruito intorno ad una tematica tipicamente fantascientifica: l'olocausto atomico. Tuttavia, come in quasi tutta la sua produzione letteraria (difficilmente collocabile del resto, per la vastità dei temi trattati, all'interno di uno specifico filone), Dick non rimane legato agli stretti canoni del genere e, pur cavalcando atmosfere ed ambientazioni futuribili, converge la sua attenzione su molteplici elementi che vanno da una critica, che spesso sfocia nella satira, della propria contemporaneità, a profonde riflessioni sull'uomo.

In questo romanzo ad esempio sono presenti diversi riferimenti agli avvenimenti dei primi anni sessanta, come il senso di incertezza scaturito dalla crisi missilistica di Cuba del 1962, rappresentata da Dick nelle immagini di terrore dei cittadini di Berkeley e dintorni quando si trovano sottoposti improvvisamente ad un massiccio attacco atomico da parte di un nemico sconosciuto (non è chiaro infatti se l'attacco sia stato compiuto da una potenza comunista, forse i cinesi, o da un errore delle stesse élite militari statunitensi); o le problematiche razziali, che infiammavano la società americana di quegli anni, descritte attraverso i personaggi di Stuart McConchie e del focomelico Hoppy Harrington.

A tutto ciò si aggiunge poi un'analisi del complesso rapporto tra individuo e religione che sarà poi ripreso oltre che nell'Esegesi (una specie di diario, ancora non del tutto pubblicato, nel quale lo scrittore documenta una presunta comunicazione con un'entità divina), anche in numerosi altri romanzi come ad esempio nel romanzo Ma gli androidi sognano pecore elettriche?. In Cronache del dopobomba, il tema religioso è affrontato attraverso il conflitto, prima latente e poi esplicito, tra due personaggi che in modi diversi sono “venerati” dalla società sopravvissuta alla catastrofe nucleare.

Il primo personaggio, Walt Dangerfield, chiaramente la parte positiva, è un astronauta mandato su Marte ma che a causa delle esplosioni atomiche è costretto a ruotare intorno alla Terra intrappolato nella sua navicella (e dunque, non a caso, vive “in cielo”). Dallo spazio Dangerfield svolge un fondamentale ruolo di smistamento delle informazioni che gli arrivano dalle comunità di superstiti della Terra; attraverso la radio, inoltre, non solo trasmette musica ma infonde con la sua voce e le sue letture di classici della letteratura un senso di speranza all'intera umanità.
Hoppy Harrington, il secondo personaggio, quello negativo - che non a caso risorge, come un demone, dalle viscere di un magazzino sotterraneo dopo l'attacco atomico - è un focomelico che dopo le esplosioni ha rafforzato enormemente le sue facoltà mentali. In realtà Dangerfield e Harrington non sono figure costruite sul modello contrapposto bene-male; specie la figura del focomelico non è completamente malvagia ma anzi si connota per alcuni aspetti “affermativi” e la sua è più che altro una degenerazione verso il male, parallela all'accrescimento dei suoi poteri. Questi due personaggi-divinità del resto sono umani non solo da un punto di vista biologico ma anche e soprattutto da un punto di vista morale, ossia posseggono pregi, difetti, debolezze come tutti gli individui e sono privi di quella perfezione tipica delle divinità.

Nelle pagine del romanzo sembra così affermarsi l'idea di una “religiosità laica” che non si delinea in un rapporto umano-superumano, ma in una dialettica paritaria umano-umano. La religione perde la sua caratteristica divina poiché trova la sua realizzazione non in un ente soprannaturale oltre l'individuo, ma nella spiritualità presente in ogni essere vivente della Terra, dal topo capace di suonare il flauto all'uomo che tenta di sopravvivere a sé stesso.

## Temi ricorrenti
- La guerra: tema indiscusso del romanzo, vista come la catastrofe che ha fatto ritornare l'umanità al grande zero e che minaccia e terrorizza costantemente la nuova civiltà.
- Poteri-psi: posseduti segretamente dal fisico Bruno Bluthgeld, dal focomelico Hoppy Harrington, (attraverso cui ha conquistato un ruolo di spicco nella comunità) e da Bill, il bambino mai nato.
- Nazismo & lingua tedesca: ancora una volta, alcune parole tedesche sono presenti nel romanzo.
- Il lavoro: è il modo in cui la nuova comunità attribuisce importanza e prestigio ai suoi cittadini: ad esempio Hoppy Harrington è il tuttofare, ma troviamo anche Gill, il produttore di sigarette che sta per espandere i suoi affari e il maestro.
- Paranoia: assale il fisico Bruno Bluthgeld, con cui giustifica l'eliminazione della razza umana attraverso la guerra e l'astronauta Walt Dangerfield che la trasforma in un disturbo psicosomatico.

## Edizioni
- Philip K. Dick, Dr. Bloodmoney, or How We Got Along After the Bomb, Ace Books, 1965,  p. 222.
- Philip K. Dick, Cronache del dopobomba, collana Urania n° 409, Arnoldo Mondadori Editore, 1965.
- Philip K. Dick, Cronache del dopobomba, traduzione di Maurizio Nati, collana Collezione Immaginario Dick, Fanucci Editore, 2006,  p. 304, ISBN 88-347-1147-5.
- Philip K. Dick, Cronache del dopobomba, collana Collezione Dick, Fanucci Editore, 2007,  p. 288. Edizione speciale venticinquesimo anniversario
- Philip K. Dick, Cronache del dopobomba, collana Tif Extra, Fanucci Editore, 2012,  p. 276.